# 천하일색 박정금
《천하일색 박정금》은 2008년 2월 2일부터 2008년 8월 3일까지 방영된 문화방송 주말연속극이다.

## 기획 의도
미모의 멋진 여형사가 활약하는 어설픈 수사드라마가 아닌, 수다스럽고 억척스러우며 적당히 능글맞고 때로는 뻔뻔한, 아줌마형사의 애환과 활약상을 생활감 있게 그려내어 가족의 의미와 소중함을 일깨우는 드라마.

## 등장 인물

### 주요 인물
- 배종옥 : 박정금 역 - 강력팀 소속 형사, 고졸 출신
- 손창민 : 정용준 역 - 내과 의사, 정금의 초등학교 동창
- 김민종 : 한경수 역 - 변호사, 유라의 약혼자
- 한고은 : 사공유라 역 - 전문대 의상학과 졸

### 정금 가족
- 박근형 : 박봉필 역 - 정금의 부친, 수백억 알부자
- 이혜숙 : 사순자 역 - 봉필의 후처, 유라의 엄마
- 나문희 : 윤명자 역 - 정금의 친정엄마, 봉필의 전처
- 백종민 : 오지훈 / 최상민 역 - 정금의 잃어버린 첫째 아들, 폭력 조직의 똘마니
- 김학준 : 오세훈 역 - 정금의 둘째 아들, 모범생

### 용준 주변 인물
- 박준규 : 정용두 역 - 용준의 형, 전업주부, 노총각
- 차서원 : 이다혜 역 - 용준의 의대 후배, 첫사랑
- 이매리 : 마봉춘 역 - 용준의 이웃, 문학 교수

### 형사과 사람들
- 김명국 : 최 팀장 역 - 형사과 팀장
- 조경훈 : 장 형사 역 - 강력팀 후배형사
- 강석정 : 김 형사 역 - 강력팀 후배형사
- 소도비 : 조 형사 역 - 강력팀 후배형사
- 김미라 : 김 경사 역 - 여성청소년팀 생활안전과 소속 여경

### 그 외 인물
- 송옥숙 : 차광순 역 - 상민(지훈)의 양엄마
- 이승형 : 황병팔 역 - 사기꾼
- 서진 : 한성호 역 - 폭력 조직 보스
- 김유현 : 서민지 역 - 상민(지훈)의 여자친구
- 서권순 : 경수 모 역 - 경수의 양엄마
- 최주봉 : 경수 부 역 - 경수의 양아버지
- 김영민 : 최씨 역
- 한수연 : 천달순 역 - 최씨의 여자친구
- 손영순 : 할머니 역 - 용준의 환자
- 반소영 : 용준 병원의 간호사 역
- 현숙희 : 정금의 아랫집 아줌마 역

### 특별 출연
- 최준용 : 천달식 역 - 정육점 주인, 달순의 오빠
- 배수빈 : 남 형사 역 - 강력팀 후배형사
- 권기선 : 서민지의 母.
- 정은채

## 결방과 연장
- 2008년 6월 22일 : 2010년 FIFA 월드컵 아시아 3차 예선 대한민국 VS 북한 중계방송으로 인해 결방
- 2008년 6월 27일 : 천하일색 박정금 방영 분량이 40부작에서 12회 연장되어 52부작으로 변경 및 확정되었다.
- 2008년 7월 27일 : 2008년 하계 올림픽 축구 국가대표 평가전 대한민국 VS 코트디부아르 중계방송으로 인해 결방

## 수상
- 2008년 MBC 연기대상 여자 최우수상 배종옥
- 2008년 MBC 연기대상 연속극 부문 남자 황금 연기상 박근형

## 시청률 (닐슨코리아)
- 2008.8.3	52회	14.6%
- 2008.8.2	51회	14%
- 2008.7.26	50회	14.1%
- 2008.7.20	49회	17.6%
- 2008.7.19	48회	14.9%
- 2008.7.13	47회	14.8%
- 2008.7.12	46회	14.3%
- 2008.7.6	45회	15.1%
- 2008.7.5	44회	15.1%
- 2008.6.29	43회	17%
- 2008.6.28	42회	15.8%
- 2008.6.21	41회	17.2%
- 2008.6.15	40회	17.6%
- 2008.6.14	39회	16.3%
- 2008.6.8	38회	18.5%
- 2008.6.7	37회	14.9%
- 2008.6.1	36회	17.2%
- 2008.5.31	35회	17.9%
- 2008.5.25	34회	16.5%
- 2008.5.24	33회	14.8%
- 2008.5.18	32회	18.4%
- 2008.5.17	31회	16.1%
- 2008.5.11	30회	15.1%
- 2008.5.10	29회	13.1%
- 2008.5.4	28회	14.5%
- 2008.5.3	27회	14.3%
- 2008.4.27	26회	15.3%
- 2008.4.26	25회	14.5%
- 2008.4.20	24회	14.7%
- 2008.4.19	23회	14.7%
- 2008.4.13 22회 14.%
- 2008.4.12	21회	14%
- 2008.4.6	20회	16%
- 2008.4.5	19회	14%
- 2008.3.30	18회	17.2%
- 2008.3.29	17회	17.4%
- 2008.3.23	16회	17.3%
- 2008.3.22	15회	16.8%
- 2008.3.16	14회	16.3%
- 2008.3.15	13회	14.4%
- 2008.3.9	12회	17.3%
- 2008.3.8	11회	19%
- 2008.3.2	10회	18.7%
- 2008.3.1	9회	17%
- 2008.2.24	8회	17.9%
- 2008.2.23	7회	21.5%
- 2008.2.17	6회	16.6%
- 2008.2.16	5회	17.6%
- 2008.2.10	4회	20.1%
- 2008.2.9	3회	18.1%
- 2008.2.3 2회 16.6%
- 2008.2.2 1회 14.3%

## OST
| #   | 제목                                             | 가수            | 재생 시간 |
| --- | ------------------------------------------------ | --------------- | --------- |
| 1.  | 〈질주 (Main Title)〉                            | 인순이          |           |
| 2.  | 〈그게 여자야 (박정금 역/배종옥 테마)〉          | 인순이          |           |
| 3.  | 〈 이별도 사랑이다 (경수 역/김민종 테마) 〉      | 김민종          |           |
| 4.  | 〈다 알아 (사공유라 역/한고은 테마)〉            | 신디            |           |
| 5.  | 〈사랑한 사람아 (Ending Title)〉                 | Rocha           |           |
| 6.  | 〈So Sweet〉                                     | 박기영          |           |
| 7.  | 〈사랑〉                                         | 최성일          |           |
| 8.  | 〈열정 (Feat. 이블몽키, 미스라진)〉              | 인순이          |           |
| 9.  | 〈이별도 사랑이다 Part 2 (경수 역/김민종 테마)〉 | 경성현          |           |
| 10. | 〈Happy Mother`s Day〉                           | Various Artists |           |
| 11. | 〈바람과 허수아비〉                              | Various Artists |           |
| 12. | 〈따뜻한 얼음〉                                  | Various Artists |           |
| 13. | 〈사랑은 슬프다〉                                | Various Artists |           |
| 14. | 〈Mother Earth〉                                 | Various Artists |           |
| 15. | 〈Loser〉                                        | Various Artists |           |
| 16. | 〈너를 지운다〉                                  | Various Artists |           |
| 17. | 〈사랑은 아니지만〉                              | Various Artists |           |
| 18. | 〈가슴은 알고있다〉                              | Various Artists |           |
| 19. | 〈So Sweet (Acoustic Ver.)〉                     | Various Artists |           |

## 참고 사항
- 동시간대 <엄마가 뿔났다>가 30%를 넘다는 시청률을 기록했음에도, 15% 안팎 (평균16.1%)의 시청률을 기록하며 침체의 기로에 놓여 있던 MBC 주말연속극 시간대에서 선전하였다.[1]
- 이현우가 박정금(배종옥)의 아들 오세훈 역으로 출연 예정이었으나 불발되었다.[2]
- 한고은(사공유라 역)이 나온 KBS 2TV <보디가드>의 담당 연출자 전기상 PD[3]의 전 연출작인 KBS 2TV 전설의 고향 <검룡소애> 편(97년 8월 2~3일 방송)[4]은 배종옥(박정금 역)이 나온 SBS <이웃집 여자>와 경쟁했다.
- 당시 화이트 광고모델 이었던 김유현은 극중 서민지 역을 맡았고 해당 드라마 데뷔작 이기도 하다

## 경쟁 프로그램
- 엄마가 뿔났다 (KBS 2TV)
- 황금신부 (SBS)
- 행복합니다 (SBS)